# 70 км (колійний пост)
70 кілометр — колійний пост Одеської дирекції Одеської залізниці на лінії Побережжя — Підгородна.
Розташований неподалік від напівзруйнованого господарського комплексу в Любашівському районі Одеської області між станціями Заплази (4 км) та Любашівка (7 км).
На платформі зупиняються приміські поїзди